# Eliška Řeháková
Eliška Řeháková (29. ledna 1846 Praha – 31. března 1916 Praha) byla česká pedagožka, překladatelka, novinářka, spolková činovnice, sufražetka a feministka, ředitelka školy, učitelka francouzštiny, němčiny, italštiny a dalších předmětů. Stala se jednou z prvních českých učitelek, které složily státní zkoušky pro působení na veřejných školách Rakouska-Uherska. Byla starší sestrou učitelky a spisovatelky Anny Řehákové.

## Život

### Mládí
Jejími rodiči byli Václav Řehak (1805), vlastník krupařského obchodu a Maria Řehaková-Zelenská (1814) původem z Kutné Hory (příbuzná J. K. Tyla). Anna byla nejmladší ze sedmi sourozenců – Wenzl (1838), Barbara (1839), Maria (1940), Karl (1841), Johann (1843) a Anna (1850–1937), spisovatelka a překladatelka.
V mládí začala docházet do okruhu obrozenecké školy K. S. Amerlinga Budeč česká a sdružení Společnosti dívek českých, spoluzaloženého například Bohuslavou Rajskou, F. Amerlingovou či Boženou Němcovou. Byla zde především ovlivněna učitelem Janem Cardou. Jako emancipovaná mladá žena se rozhodla stát učitelkou. Roku 1867 dokončila německou školu při klášteře voršilek v Praze, na základě kterého složila učitelské zkoušky. Při studiích v Praze se začala setkávat s předními osobnostmi českého ženského emancipačního hnutí, jako byli například Karolína Světlá či Sofie Podlipská. Ty spolu s mecenášem Vojtou Náprstkem založily roku 1865 ženský spolek Americký klub dam, jehož byla členkou.

### Učitelkou
Následně Řeháková nastoupila na místo vychovatelky v rodině statkáře a notáře Štěkla v Pekle u Pelhřimova. Učitelské povolání bylo v té době u žen spojeno s příslibem celibátu, Řeháková tak zůstala svobodná. Roku 1870 pak složila státní zkoušku z francouzštiny. Následně začala působit jako ředitelka soukromé dívčí školy v Hořovicích, roku 1871 přestoupila na obecnou dívčí školu v Kutné Hoře, roku 1872 pak přestoupila na měšťanskou školu do Čáslavi. Téhož roku dosáhla uznání státní zkoušky z gramaticko-historického oboru. Roku 1874 složila zkoušku pro učitelky c. k. měšťanských škol, jako jedna z prvních žen-učitelek. Roku 1875 krátce působila na škole na Starém Městě, následně pak roku 1876 přestoupila na školu sv. Tomáše, která se následně stala jejím téměř celoživotním působištěm.

### Další činnost
Věnovala se rovněž překladatelské činnosti a překladům filosofických textů z francouzštiny a italštiny. Byla rovněž autorkou řady vzdělávacích příruček, kterých byl v té době v češtině nedostatek. Roku 1874 spoluzakládala a aktivně působila jako jednatelka ve Spolku českých učitelek, kde byla posléze jmenována čestnou členkou. Články, překlady, ale také drobné prózy a další autorské texty publikovala Řeháková rovněž v časopisech Ženské listy, Ženský svět či Časopis učitelek.
Za své celoživotní pedagogické zásluhy byla císařem Františkem Josefem I. vyznamenána roku 1898 zlatým Záslužným křížem s korunou. Byla jednou z mála ženských držitelek tohoto vyznamenání.

### Úmrtí
Eliška Řeháková zemřela 31. března 1916 v Praze ve věku 70 let. Pohřbena byla spolu se svou sestrou Annou na Olšanských hřbitovech.

## Dílo

### Pedagogická literatura
- Obrázky z krajů blízkých i vzdálených
- Příspěvek k methodice slohového vyučování
- Příspěvek k methodice německého jazykového vyučování

### Překlady (výběr)
- Pavel a Virginie, (Bernardt de Saint-Pierre, z francouzštiny)
- Hernietta, (Francois Coppé, z francouzštiny)
- Pokuta (Neera, z italštiny)